# Roberto Zárate

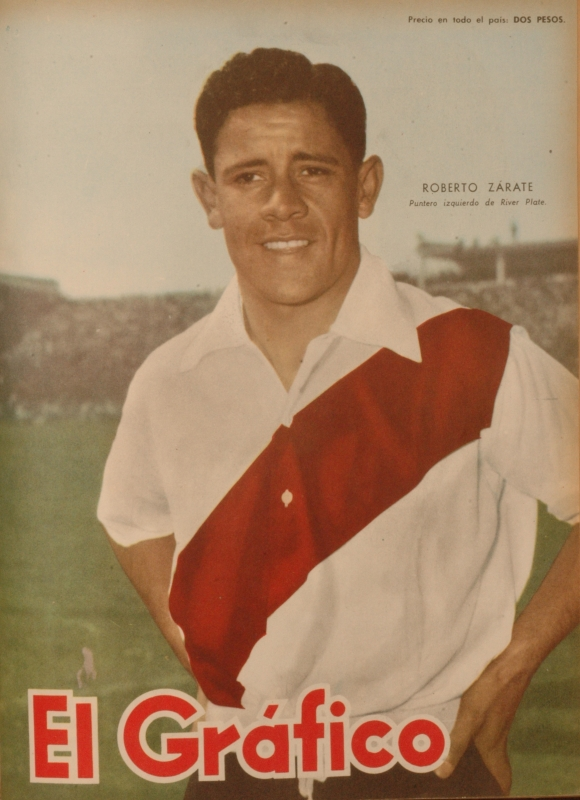
Roberto Zárate

Roberto Hector Zárate (Buenos Aires (stad), 15 december 1932 – 6 november 2013) was een Argentijns voetballer.
Zárate was aanvaller en speelde tussen 1956 en 1963 14 interlands voor Argentinië en scoorde 5 keer voor zijn vaderland.
Hij speelde van 1950 tot en met 1959 bij CA River Plate en scoorde 61 doelpunten in 139 wedstrijden. Vervolgens ging hij spelen bij CA Banfield van 1960 tot en met 1969. Hij speelde daar 215 wedstrijden en scoorde 64 keer. Hij is vijf keer landskampioen met River Plate geworden.
“Mono Zarate” leed aan de Ziekte van Alzheimer en overleed op 80-jarige leeftijd.